# Urotini
Los urotinos (Urotini) son una tribu de lepidópteros ditrisios de la familia Saturniidae. Son mariposas de tamaño grande y tienen una envergadura de alas que varía de los 7,5 cm hasta los 15 cm.

## Géneros
- Antherina
- Antistathmoptera
- Eosia
- Eudaemonia
- Maltagorea
- Parusta
- Pselaphelia
- Pseudantheraea
- Pseudaphelia
- Sinobirma
- Tagoropsis
- Urota
- Usta[1]